# Tomás de Brotherton

Tomás de Brotherton, Primer Conde de Norfolk y Mariscal de Inglaterra. (Brotherton, 1 de junio de 1300-4 de agosto de 1338). Fue el hijo del rey Eduardo I de Inglaterra y Margarita de Francia
Al morir su padre en 1307, le fue conferido el condado de Cornualles, pero inmediatamente su medio-hermano y ahora rey Eduardo II, se lo quita para dárselo a su favorito, Piers Gaveston.
En 1310, el rey les concede a él y a su hermano Edmundo, la posesión de los estados de Roger Bigod, V conde de Norfolk, muerto sin descendencia en 1306. Así, a partir de 1312 utiliza el título de conde de Norfolk, y el 10 de febrero de 1316 es nombrado Mariscal de Inglaterra.
Fue célebre por su carácter apasionado y comportamiento violento, aliándose con la reina Isabel de Francia y su amante Roger Mortimer en la rebelión de 1327, en la que fue destronado el rey Eduardo II. La razón fue que el rey traspasó varios de sus territorios en beneficio de otro de sus favoritos, Hugo Despenser el Joven. Tomás sería uno de los jueces durante los juicios que se siguieron contra los Despenser.
Se casó en 1316 con Alicia Hayles, célebre por su belleza e hija de Sir Roger Hayles. Del matrimonio nacieron 2 hijos:
- Eduardo (n. 1319 - m. VIII.1334), casado en 1328 con Beatriz Mortimer (m.1383) -hija de Roger Mortimer, el amante de la reina Isabel-.

- Margarita (n. 1320 - m. 24.3.1399), condesa de Norfolk a la muerte de su padre en 1338, en 1397 fue creada duquesa de Norfolk ad personam, pues su nieto sería el primer duque; casada primero con Lord Juan Seagrave (m.1353) -fallecido durante el proceso de divorcio por la fuga de la condesa con el que sería su segundo esposo- y luego con Lord Walter Manny (m.1371). De su primer matrimonio nacieron 4 hijos, dos varones -fallecidos en la infancia- y dos hijas, una de ellas fue monja y la otra, Isabel, se casó con Lord Juan Mowbray; el hijo mayor de ellos, Tomás Mowbray, fue el primer duque de Norfolk. Entre sus descendientes se encuentran dos de las esposas del rey Enrique VIII de Inglaterra, Ana Bolena y Catalina Howard.

Viudo en 1330, Tomás contrae su segundo matrimonio, en 1335, con María de Braose, viuda de Ralph de Cobham, Lord Cobham, con la que tuvo una hija:
- Alicia (n. 1324 - m. Bungay, 16.11.1351), casada con Lord Eduardo de Montacute (m.1361).

Tomás falleció el 4 de agosto de 1338, a los 38 años de edad, siendo sepultado en la abadía de Bury-St.Edmunds, en Suffolk.
- Datos: Q1363323
- Multimedia: Thomas of Brotherton, 1st Earl of Norfolk / Q1363323